# Hans Biallas
Hans Biallas (Duisburg, 14 ottobre 1918 – 20 agosto 2009) è stato un calciatore tedesco, di ruolo attaccante.